# Svetovni pokal v smučarskih skokih 2020
Svetovni pokal v smučarskih skokih 2019/20 je enainštirideseta sezona svetovnega pokala v smučarskih skokih za moške, uradno triindvajseta sezona svetovnega pokala v smučarskih poletih in deveta sezona za ženske. Za skakalce se je začela 23. novembra 2019 v Wisłi in končala 11. marca 2020 v Trondheimu, za skakalke pa se je začela 7. decembra 2019 v Lillehammerju in končala 11. marca 2020 v Trondheimu po tem, ko se je sezona predčasno končala zaradi Pandemije covida-19. Zlati globus za skupno zmago v svetovnem pokalu sta osvojila Stefan Kraft med skakalci in Maren Lundby med skakalkami.

## Moški

### Koledar

#### Posamične tekme
| Štev.                                                                    | Sezona                                                                   | Datum                                                                    | Prizorišče                                                               | Skakalnica                                                               | Tekma                                                                    | Zmagovalec                                                       | Drugi                                                            | Tretji                                                           | Rumena majica                                                    | Vir                                                              |
| ------------------------------------------------------------------------ | ------------------------------------------------------------------------ | ------------------------------------------------------------------------ | ------------------------------------------------------------------------ | ------------------------------------------------------------------------ | ------------------------------------------------------------------------ | ---------------------------------------------------------------- | ---------------------------------------------------------------- | ---------------------------------------------------------------- | ---------------------------------------------------------------- | ---------------------------------------------------------------- |
| 976                                                                      | 1                                                                        | 24. november 2019                                                        | Wisła                                                                    | Malinka HS134                                                            | VE 697                                                                   | Daniel-André Tande                                               | Anže Lanišek                                                     | Kamil Stoch                                                      | Daniel-André Tande                                               | [ 3 ]                                                            |
| 977                                                                      | 2                                                                        | 30. november 2019                                                        | Ruka                                                                     | Rukatunturi HS142 (nočna)                                                | VE 698                                                                   | Daniel-André Tande                                               | Philipp Aschenwald                                               | Anže Lanišek                                                     | Daniel-André Tande                                               | [ 4 ]                                                            |
|                                                                          |                                                                          | 1. december 2019                                                         | Ruka                                                                     | Rukatunturi HS142 (nočna)                                                | VE cnx                                                                   | močan veter; prestavljeno 28. februarja 2020 v Lahti             | močan veter; prestavljeno 28. februarja 2020 v Lahti             | močan veter; prestavljeno 28. februarja 2020 v Lahti             | močan veter; prestavljeno 28. februarja 2020 v Lahti             | močan veter; prestavljeno 28. februarja 2020 v Lahti             |
| 978                                                                      | 3                                                                        | 7. december 2019                                                         | Nižni Tagil                                                              | Tramplin Stork HS134 (nočna)                                             | VE 699                                                                   | Jukija Sato                                                      | Karl Geiger                                                      | Philipp Aschenwald                                               | Daniel-André Tande                                               | [ 5 ]                                                            |
| 979                                                                      | 4                                                                        | 8. december 2019                                                         | Nižni Tagil                                                              | Tramplin Stork HS134 (nočna)                                             | VE 700                                                                   | Stefan Kraft                                                     | Killian Peier                                                    | Rjoju Kobajaši                                                   | Daniel-André Tande                                               | [ 6 ]                                                            |
| 980                                                                      | 5                                                                        | 15 December 2019                                                         | Klingenthal                                                              | Vogtland Arena HS140 (nočna)                                             | VE 701                                                                   | Rjoju Kobajaši                                                   | Stefan Kraft                                                     | Marius Lindvik                                                   | Rjoju Kobajaši                                                   | [ 7 ]                                                            |
| 981                                                                      | 6                                                                        | 21. december 2019                                                        | Engelberg                                                                | Gross-Titlis-Schanze HS140 (nočna)                                       | VE 702                                                                   | Kamil Stoch                                                      | Stefan Kraft                                                     | Karl Geiger                                                      | Stefan Kraft                                                     | [ 8 ]                                                            |
| 982                                                                      | 7                                                                        | 22. december 2019                                                        | Engelberg                                                                | Gross-Titlis-Schanze HS140                                               | VE 703                                                                   | Rjoju Kobajaši                                                   | Peter Prevc                                                      | Jan Hörl                                                         | Rjoju Kobajaši                                                   | [ 9 ]                                                            |
| 983                                                                      | 8                                                                        | 30. december 2019                                                        | Oberstdorf                                                               | Schattenbergschanze HS137 (nočna)                                        | VE 704                                                                   | Rjoju Kobajaši                                                   | Karl Geiger                                                      | Dawid Kubacki                                                    | Rjoju Kobajaši                                                   | [ 10 ]                                                           |
| 984                                                                      | 9                                                                        | 1. januar 2020                                                           | Garmisch-Partenkirchen                                                   | Große Olympiaschanze HS142                                               | VE 705                                                                   | Marius Lindvik                                                   | Karl Geiger                                                      | Dawid Kubacki                                                    | Rjoju Kobajaši                                                   | [ 11 ]                                                           |
| 985                                                                      | 10                                                                       | 4. januar 2020                                                           | Innsbruck                                                                | Bergiselschanze HS130                                                    | VE 706                                                                   | Marius Lindvik                                                   | Dawid Kubacki                                                    | Daniel-André Tande                                               | Rjoju Kobajaši                                                   | [ 12 ]                                                           |
| 986                                                                      | 11                                                                       | 6. januar 2020                                                           | Bischofshofen                                                            | Paul-Ausserleitner-Schanze HS142 (nočna)                                 | VE 707                                                                   | Dawid Kubacki                                                    | Karl Geiger                                                      | Marius Lindvik                                                   | Rjoju Kobajaši                                                   | [ 13 ]                                                           |
| 68. Turneja štirih skakalnic skupno (30. december 2019 – 6. januar 2020) | 68. Turneja štirih skakalnic skupno (30. december 2019 – 6. januar 2020) | 68. Turneja štirih skakalnic skupno (30. december 2019 – 6. januar 2020) | 68. Turneja štirih skakalnic skupno (30. december 2019 – 6. januar 2020) | 68. Turneja štirih skakalnic skupno (30. december 2019 – 6. januar 2020) | 68. Turneja štirih skakalnic skupno (30. december 2019 – 6. januar 2020) | Dawid Kubacki                                                    | Marius Lindvik                                                   | Karl Geiger                                                      |                                                                  |                                                                  |
| 987                                                                      | 12                                                                       | 11. januar 2020                                                          | Val di Fiemme                                                            | Trampolino dal Ben HS104 (nočna)                                         | SR 155                                                                   | Karl Geiger                                                      | Stefan Kraft                                                     | Dawid Kubacki                                                    | Karl Geiger                                                      | [ 14 ]                                                           |
| 988                                                                      | 13                                                                       | 12. januar 2020                                                          | Val di Fiemme                                                            | Trampolino dal Ben HS104 (nočna)                                         | SR 156                                                                   | Karl Geiger                                                      | Stefan Kraft                                                     | Dawid Kubacki                                                    | Karl Geiger                                                      | [ 15 ]                                                           |
| Q                                                                        | Q                                                                        | 17. januar 2020                                                          | Titisee-Neustadt                                                         | Hochfirstschanze HS142 (nočna)                                           | VE Kva                                                                   | Rjoju Kobajaši                                                   | Stephan Leyhe                                                    | Robert Johansson                                                 | kvalifikacijska serija                                           | [ 16 ]                                                           |
| 989                                                                      | 14                                                                       | 18. januar 2020                                                          | Titisee-Neustadt                                                         | Hochfirstschanze HS142 (nočna)                                           | VE 708                                                                   | Dawid Kubacki                                                    | Stefan Kraft                                                     | Rjoju Kobajaši                                                   | Karl Geiger                                                      | [ 17 ]                                                           |
| 990                                                                      | 15                                                                       | 19. januar 2020                                                          | Titisee-Neustadt                                                         | Hochfirstschanze HS142                                                   | VE 709                                                                   | Dawid Kubacki                                                    | Rjoju Kobajaši                                                   | Timi Zajc                                                        | Karl Geiger                                                      | [ 18 ]                                                           |
| 1. Titisee-Neustadt 5 skupno (14.–16. februar)                           | 1. Titisee-Neustadt 5 skupno (14.–16. februar)                           | 1. Titisee-Neustadt 5 skupno (14.–16. februar)                           | 1. Titisee-Neustadt 5 skupno (14.–16. februar)                           | 1. Titisee-Neustadt 5 skupno (14.–16. februar)                           | 1. Titisee-Neustadt 5 skupno (14.–16. februar)                           | Rjoju Kobajaši                                                   | Dawid Kubacki                                                    | Stephan Leyhe                                                    |                                                                  |                                                                  |
| 991                                                                      | 16                                                                       | 26. januar 2020                                                          | Zakopane                                                                 | Wielka Krokiew HS140 (nočna)                                             | VE 710                                                                   | Kamil Stoch                                                      | Stefan Kraft                                                     | Dawid Kubacki                                                    | Karl Geiger                                                      | [ 19 ]                                                           |
| 992                                                                      | 17                                                                       | 1. februar 2020                                                          | Saporo                                                                   | Okurajama HS137 (nočna)                                                  | VE 711                                                                   | Jukija Sato                                                      | Stefan Kraft                                                     | Dawid Kubacki                                                    | Stefan Kraft                                                     | [ 20 ]                                                           |
| 993                                                                      | 18                                                                       | 2. februar 2020                                                          | Saporo                                                                   | Okurajama HS137                                                          | VE 712                                                                   | Stefan Kraft                                                     | Stephan Leyhe                                                    | Rjoju Kobajaši                                                   | Stefan Kraft                                                     | [ 21 ]                                                           |
| Q                                                                        | Q                                                                        | 8. februar 2020                                                          | Willingen                                                                | Mühlenkopfschanze HS145 (nočna)                                          | VE Kva                                                                   | Stephan Leyhe                                                    | Stefan Kraft                                                     | Timi Zajc                                                        | kvalifikacijska serija                                           | [ 22 ]                                                           |
| 994                                                                      | 19                                                                       | 8. februar 2020                                                          | Willingen                                                                | Mühlenkopfschanze HS145 (nočna)                                          | VE 713                                                                   | Stephan Leyhe                                                    | Marius Lindvik                                                   | Kamil Stoch                                                      | Stefan Kraft                                                     | [ 23 ]                                                           |
|                                                                          |                                                                          | 9. februar 2020                                                          | Willingen                                                                | Mühlenkopfschanze HS145                                                  | VE cnx                                                                   | zaradi napovedane nevihte                                        | zaradi napovedane nevihte                                        | zaradi napovedane nevihte                                        | zaradi napovedane nevihte                                        | zaradi napovedane nevihte                                        |
| 3. Willingen 5 skupno (8. februar)                                       | 3. Willingen 5 skupno (8. februar)                                       | 3. Willingen 5 skupno (8. februar)                                       | 3. Willingen 5 skupno (8. februar)                                       | 3. Willingen 5 skupno (8. februar)                                       | 3. Willingen 5 skupno (8. februar)                                       | Stephan Leyhe                                                    | Stefan Kraft                                                     | Marius Lindvik                                                   |                                                                  |                                                                  |
| 995                                                                      | 20                                                                       | 15. februar 2020                                                         | Tauplitz/Bad Mitterndorf                                                 | Kulm HS235                                                               | LE 126                                                                   | Piotr Żyła                                                       | Timi Zajc                                                        | Stefan Kraft                                                     | Stefan Kraft                                                     | [ 24 ]                                                           |
| 996                                                                      | 21                                                                       | 16. februar 2020                                                         | Tauplitz/Bad Mitterndorf                                                 | Kulm HS235                                                               | LE 127                                                                   | Stefan Kraft                                                     | Rjoju Kobajaši                                                   | Timi Zajc                                                        | Stefan Kraft                                                     | [ 25 ]                                                           |
| 997                                                                      | 22                                                                       | 21. februar 2020                                                         | Râșnov                                                                   | Trambulina Valea Cărbunării HS97                                         | SR 157                                                                   | Karl Geiger                                                      | Stephan Leyhe                                                    | Stefan Kraft                                                     | Stefan Kraft                                                     | [ 26 ]                                                           |
| 998                                                                      | 23                                                                       | 22. februar 2020                                                         | Râșnov                                                                   | Trambulina Valea Cărbunării HS97                                         | SR 156                                                                   | Stefan Kraft                                                     | Karl Geiger                                                      | Constantin Schmid                                                | Stefan Kraft                                                     | [ 27 ]                                                           |
| 999                                                                      | 24                                                                       | 28. februar 2020                                                         | Lahti                                                                    | Salpausselkä HS130 (nočna)                                               | VE 714                                                                   | Stefan Kraft                                                     | Karl Geiger                                                      | Daniel-André Tande                                               | Stefan Kraft                                                     | [ 28 ]                                                           |
| 1000                                                                     | 25                                                                       | 1. marec 2020                                                            | Lahti                                                                    | Salpausselkä HS130                                                       | VE 715                                                                   | Karl Geiger                                                      | Stefan Kraft                                                     | Michael Hayböck                                                  | Stefan Kraft                                                     | [ 29 ]                                                           |
| Q                                                                        | Q                                                                        | 6. marec 2020                                                            | Oslo                                                                     | Holmenkollbakken HS134 (nočna)                                           | VE Kva                                                                   | Constantin Schmid                                                | Michael Hayböck                                                  | Žiga Jelar                                                       | kvalifikacijska serija                                           | [ 30 ]                                                           |
| ekipno                                                                   | ekipno                                                                   | 7. marec 2020                                                            | Oslo                                                                     | Holmenkollbakken HS134                                                   | VE Ekt                                                                   | Johann André Forfang                                             | Kamil Stoch                                                      | Marius Lindvik                                                   | dve seriji ekipno                                                |                                                                  |
|                                                                          |                                                                          | 8. marec 2020                                                            | Oslo                                                                     | Holmenkollbakken HS134                                                   | VE 717                                                                   | Zaradi premočnega vetra prestavljeno v Lillehammer 9. marca 2020 | Zaradi premočnega vetra prestavljeno v Lillehammer 9. marca 2020 | Zaradi premočnega vetra prestavljeno v Lillehammer 9. marca 2020 | Zaradi premočnega vetra prestavljeno v Lillehammer 9. marca 2020 | Zaradi premočnega vetra prestavljeno v Lillehammer 9. marca 2020 |
| 1001                                                                     | 26                                                                       | 9. marech 2020                                                           | Lillehammer                                                              | Lysgårdsbakken HS140 (nočna)                                             | VE 716                                                                   | Peter Prevc                                                      | Markus Eisenbichler                                              | Stephan Leyhe                                                    | Stefan Kraft                                                     | [ 31 ]                                                           |
| Q                                                                        | Q                                                                        | 9. marec 2020                                                            | Lillehammer                                                              | Lysgårdsbakken HS140 (nočna)                                             | VE Kva                                                                   | Prestavljeno na 10. marec 2020                                   | Prestavljeno na 10. marec 2020                                   | Prestavljeno na 10. marec 2020                                   | Prestavljeno na 10. marec 2020                                   | Prestavljeno na 10. marec 2020                                   |
| Q                                                                        | Q                                                                        | 10. marec 2020                                                           | Lillehammer                                                              | Lysgårdsbakken HS140 (night)                                             | VE Kva                                                                   | Robin Pedersen                                                   | Stephan Leyhe                                                    | Robert Johansson                                                 | kvalifikacijska serija                                           | [ 32 ]                                                           |
| 1002                                                                     | 27                                                                       | 10. marec 2020                                                           | Lillehammer                                                              | Lysgårdsbakken HS140 (nočna)                                             | VE 717                                                                   | Kamil Stoch                                                      | Žiga Jelar                                                       | Timi Zajc                                                        | Stefan Kraft                                                     | [ 33 ]                                                           |
| Q                                                                        | Q                                                                        | 11. marec 2020                                                           | Trondheim                                                                | Granåsen HS138 (nočna)                                                   | VE Kva                                                                   | Rjoju Kobajaši                                                   | Piotr Żyła                                                       | Johann André Forfang                                             | kvalifikacijska serija                                           | [ 34 ]                                                           |
|                                                                          |                                                                          | 12. marec 2020                                                           | Trondheim                                                                | Granåsen HS138 (nočna)                                                   | VE cnx                                                                   | Odpovedano zaradi Pandemije covida-19                            | Odpovedano zaradi Pandemije covida-19                            | Odpovedano zaradi Pandemije covida-19                            | Odpovedano zaradi Pandemije covida-19                            | Odpovedano zaradi Pandemije covida-19                            |
| Q                                                                        | Q                                                                        | 13. marec 2020                                                           | Vikersund                                                                | Vikersundbakken HS240 (nočna)                                            | LE Kva                                                                   | Odpovedano zaradi Pandemije covida-19                            | Odpovedano zaradi Pandemije covida-19                            | Odpovedano zaradi Pandemije covida-19                            | Odpovedano zaradi Pandemije covida-19                            | Odpovedano zaradi Pandemije covida-19                            |
| ekipno                                                                   | ekipno                                                                   | 14. marec 2020                                                           | Vikersund                                                                | Vikersundbakken HS240 (nočna)                                            | LE Ekt                                                                   | Odpovedano zaradi Pandemije covida-19                            | Odpovedano zaradi Pandemije covida-19                            | Odpovedano zaradi Pandemije covida-19                            | Odpovedano zaradi Pandemije covida-19                            | Odpovedano zaradi Pandemije covida-19                            |
|                                                                          |                                                                          | 15. marec 2020                                                           | Vikersund                                                                | Vikersundbakken HS240                                                    | LE cnx                                                                   | Odpovedano zaradi Pandemije covida-19                            | Odpovedano zaradi Pandemije covida-19                            | Odpovedano zaradi Pandemije covida-19                            | Odpovedano zaradi Pandemije covida-19                            | Odpovedano zaradi Pandemije covida-19                            |
| 4. Raw Air skupno (6.–15. marec)                                         | 4. Raw Air skupno (6.–15. marec)                                         | 4. Raw Air skupno (6.–15. marec)                                         | 4. Raw Air skupno (6.–15. marec)                                         | 4. Raw Air skupno (6.–15. marec)                                         | 4. Raw Air skupno (6.–15. marec)                                         | Kamil Stoch                                                      | Rjoju Kobajaši                                                   | Marius Lindvik                                                   |                                                                  |                                                                  |

#### Ekipne tekme
| Štev. | Sezona | Datum             | Prizorišče  | Skakalnica                     | Tekma  | Zmagovalci                                                                      | Drugi                                                                                 | Tretji                                                                       | Rumena majica                         | Vir                                   |
| ----- | ------ | ----------------- | ----------- | ------------------------------ | ------ | ------------------------------------------------------------------------------- | ------------------------------------------------------------------------------------- | ---------------------------------------------------------------------------- | ------------------------------------- | ------------------------------------- |
| 103   | 1      | 23. november 2019 | Wisła       | Malinka HS134 (nočna)          | VE 078 | AvstrijaPhilipp Aschenwald · Daniel Huber · Jan Hörl · Stefan Kraft ·           | NorveškaDaniel-André Tande Thomas Aasen Markeng Marius Lindvik Robert Johansson       | PoljskaPiotr Żyła Jakub Wolny Kamil Stoch Dawid Kubacki                      | Avstrija                              | [ 35 ]                                |
| 104   | 2      | 14. december 2019 | Klingenthal | Vogtland Arena HS140 (nočna)   | VE 079 | PoljskaPiotr Żyła Jakub Wolny Kamil Stoch Dawid Kubacki                         | AvstrijaPhilipp Aschenwald · Gregor Schlierenzauer · Michael Hayböck · Stefan Kraft · | JaponskaJukija Sato Daiki Ito Džunširo Kobajaši Rjoju Kobajaši               | Avstrija                              | [ 36 ]                                |
| 105   | 3      | 25. januar 2020   | Zakopane    | Wielka Krokiew HS140 (nočna)   | VE 080 | NemčijaConstantin Schmid · Markus Eisenbichler · Stephan Leyhe · Karl Geiger ·  | NorveškaMarius Lindvik Robert Johansson Daniel-André Tande Johann André Forfang       | SlovenijaAnže Lanišek Domen Prevc Timi Zajc Peter Prevc                      | Avstrija                              | [ 37 ]                                |
| 106   | 4      | 29. februar 2020  | Lahti       | Salpausselkä HS130 (nočna)     | VE 081 | NemčijaConstantin Schmid · Pius Paschke · Stephan Leyhe · Karl Geiger ·         | SlovenijaCene Prevc Timi Zajc Peter Prevc Anže Lanišek                                | AvstrijaPhilipp Aschenwald · Stefan Huber · Michael Hayböck · Stefan Kraft · | Avstrija                              | [ 38 ]                                |
| 107   | 5      | 7. marec 2020     | Oslo        | Holmenkollbakken HS134 (nočna) | VE 082 | NorveškaJohann André Forfang Robert Johansson Daniel-André Tande Marius Lindvik | NemčijaConstantin Schmid · Pius Paschke · Stephan Leyhe · Karl Geiger ·               | SlovenijaŽiga Jelar Timi Zajc Anže Lanišek Peter Prevc                       | Nemčija                               | [ 39 ]                                |
|       |        | 14. marec 2020    | Vikersund   | Vikersundbakken HS240 (nočna)  | LE 024 | Odpovedano zaradi Pandemije covida-19                                           | Odpovedano zaradi Pandemije covida-19                                                 | Odpovedano zaradi Pandemije covida-19                                        | Odpovedano zaradi Pandemije covida-19 | Odpovedano zaradi Pandemije covida-19 |

### Razvrstitve
| Uvr. | po 27 tekmah       | Točke |
| ---- | ------------------ | ----- |
| 1    | Stefan Kraft       | 1659  |
| 2    | Karl Geiger        | 1519  |
| 3    | Rjoju Kobajaši     | 1178  |
| 4    | Dawid Kubacki      | 1169  |
| 5    | Kamil Stoch        | 1031  |
| 6    | Stephan Leyhe      | 917   |
| 7    | Marius Lindvik     | 906   |
| 8    | Peter Prevc        | 789   |
| 9    | Daniel-André Tande | 721   |
| 10   | Philipp Aschenwald | 622   |

| Uvr. | po 32 tekmah | Točke |
| ---- | ------------ | ----- |
| 1    | Nemčija      | 5194  |
| 2    | Avstrija     | 5041  |
| 3    | Norveška     | 4622  |
| 4    | Poljska      | 4272  |
| 5    | Slovenija    | 4085  |
| 6    | Japonska     | 3479  |
| 7    | Švica        | 801   |
| 8    | Češka        | 335   |
| 9    | Rusija       | 248   |
| 10   | Finska       | 243   |

| Uvr. | po 35 nagradah     | CHF     |
| ---- | ------------------ | ------- |
| 1    | Stefan Kraft       | 199.400 |
| 2    | Karl Geiger        | 186.200 |
| 3    | Dawid Kubacki      | 160.700 |
| 4    | Rjoju Kobajaši     | 160.100 |
| 5    | Stephan Leyhe      | 141.750 |
| 6    | Marius Lindvik     | 116.850 |
| 7    | Kamil Stoch        | 114.850 |
| 8    | Peter Prevc        | 93.200  |
| 9    | Daniel-André Tande | 90.500  |
| 10   | Philipp Aschenwald | 79.700  |

| Uvr. | po 2 tekmah          | Točke |
| ---- | -------------------- | ----- |
| 1    | Stefan Kraft         | 160   |
| 2    | Timi Zajc            | 140   |
| 3    | Piotr Żyła           | 129   |
| 4    | Rjoju Kobajaši       | 109   |
| 5    | Karl Geiger          | 90    |
| 6    | Kamil Stoch          | 86    |
| 7    | Antti Aalto          | 64    |
|      | Robert Johansson     | 64    |
| 9    | Johann Andre Forfang | 51    |
|      | Domen Prevc          | 51    |

| Uvr. | po 4 tekmah          | Točke  |
| ---- | -------------------- | ------ |
| 1    | Dawid Kubacki        | 1131,6 |
| 2    | Marius Lindvik       | 1111,0 |
| 3    | Karl Geiger          | 1108,4 |
| 4    | Rjoju Kobajaši       | 1096,0 |
| 5    | Stefan Kraft         | 1086,0 |
| 6    | Johann André Forfang | 1051,0 |
| 7    | Domen Prevc          | 1050,9 |
| 8    | Peter Prevc          | 1048,8 |
| 9    | Daiki Ito            | 1039,0 |
| 10   | Stephan Leyhe        | 1037.5 |

| Uvr. | po 2 tekmah           | Točke |
| ---- | --------------------- | ----- |
| 1    | Stephan Leyhe         | 398,0 |
| 2    | Stefan Kraft          | 375,8 |
| 3    | Marius Lindvik        | 370,8 |
| 4    | Karl Geiger           | 367,4 |
| 5    | Kamil Stoch           | 363,9 |
| 6    | Rjoju Kobajaši        | 357,9 |
| 7    | Peter Prevc           | 354,3 |
| 8    | Gregor Schlierenzauer | 353,3 |
| 9    | Timi Zajc             | 352,3 |
| 10   | Jukija Sato           | 344,8 |

| Uvr. | po 6 tekmah      | Točke  |
| ---- | ---------------- | ------ |
| 1    | Kamil Stoch      | 1161.9 |
| 2    | Rjoju Kobajaši   | 1154.5 |
| 3    | Marius Lindvik   | 1154.3 |
| 4    | Žiga Jelar       | 1151.9 |
| 5    | Stephan Leyhe    | 1149.0 |
| 6    | Robert Johansson | 1140.6 |
| 7    | Peter Prevc      | 1133.8 |
| 8    | Stefan Kraft     | 1131.8 |
| 9    | Timi Zajc        | 1109.8 |
| 10   | Jukija Sato      | 1098.6 |

| Uvr. | po 3 tekmah          | Točke |
| ---- | -------------------- | ----- |
| 1    | Rjoju Kobajaši       | 709,9 |
| 2    | Dawid Kubacki        | 704,5 |
| 3    | Stephan Leyhe        | 686,4 |
| 4    | Stefan Kraft         | 676,3 |
| 5    | Karl Geiger          | 664,5 |
| 6    | Johann Andre Forfang | 660,8 |
| 7    | Constantin Schmid    | 660,4 |
| 8    | Piotr Żyła           | 656,9 |
| 9    | Anže Lanišek         | 656,1 |
| 10   | Daniel-André Tande   | 654,9 |

## Ženske

### Koledar

#### Posamične tekme
| Štev.                                   | Sezona                                  | Datum                                   | Prizorišče                              | Skakalnica                              | Tekma                                   | Zmagovalka                                                    | Druga                                                         | Tretja                                                        | Rumena majica                                                 | Vir                                                           |
| --------------------------------------- | --------------------------------------- | --------------------------------------- | --------------------------------------- | --------------------------------------- | --------------------------------------- | ------------------------------------------------------------- | ------------------------------------------------------------- | ------------------------------------------------------------- | ------------------------------------------------------------- | ------------------------------------------------------------- |
| 136                                     | 1                                       | 7. december 2019                        | Lillehammer                             | Lysgårdsbakken HS98                     | VE 020                                  | Maren Lundby                                                  | Eva Pinkelnig                                                 | Chiara Hölzl                                                  | Maren Lundby                                                  | [ 40 ]                                                        |
| 137                                     | 2                                       | 8. december 2019                        | Lillehammer                             | Lysgårdsbakken HS140                    | VE 021                                  | Maren Lundby                                                  | Chiara Hölzl                                                  | Sara Takanaši                                                 | Maren Lundby                                                  | [ 41 ]                                                        |
| 138                                     | 3                                       | 14. december 2019                       | Klingenthal                             | Vogtland Arena HS140                    | VE 022                                  | Chiara Hölzl                                                  | Ema Klinec                                                    | Katharina Althaus                                             | Maren Lundby                                                  | [ 42 ]                                                        |
| 139                                     | 4                                       | 11. januar 2020                         | Saporo                                  | Okurajama HS137 (nočna)                 | VE 023                                  | Marita Kramer                                                 | Maren Lundby                                                  | Eva Pinkelnig                                                 | Maren Lundby                                                  | [ 43 ]                                                        |
| 140                                     | 5                                       | 12. januar 2020                         | Saporo                                  | Okurajama HS137                         | VE 024                                  | Eva Pinkelnig                                                 | Maren Lundby                                                  | Daniela Iraschko-Stolz                                        | Maren Lundby                                                  | [ 44 ]                                                        |
| 141                                     | 6                                       | 17. januar 2020                         | Zao                                     | Jamagata HS102 (nočna)                  | SR 117                                  | Eva Pinkelnig                                                 | Sara Takanaši                                                 | Chiara Hölzl                                                  | Maren Lundby                                                  | [ 45 ]                                                        |
| 142                                     | 7                                       | 19. januar 2020                         | Zao                                     | Jamagata HS102 (nočna)                  | SR 118                                  | Eva Pinkelnig                                                 | Chiara Hölzl                                                  | Maren Lundby                                                  | Maren Lundby                                                  | [ 46 ]                                                        |
| 143                                     | 8                                       | 25. januar 2020                         | Râșnov                                  | Trambulina Valea Cărbunării HS97        | SR 119                                  | Chiara Hölzl                                                  | Katharina Althaus                                             | Eva Pinkelnig                                                 | Chiara Hölzl                                                  | [ 47 ]                                                        |
| 144                                     | 9                                       | 26. januar 2020                         | Râșnov                                  | Trambulina Valea Cărbunării HS97        | SR 120                                  | Maren Lundby                                                  | Eva Pinkelnig                                                 | Chiara Hölzl                                                  | Maren Lundby                                                  | [ 48 ]                                                        |
| 145                                     | 10                                      | 1. februar 2020                         | Oberstdorf                              | Schattenbergschanze HS137               | VE 023                                  | Chiara Hölzl                                                  | Maren Lundby                                                  | Daniela Iraschko-Stolz                                        | Maren Lundby                                                  | [ 49 ]                                                        |
| 146                                     | 11                                      | 2. februar 2020                         | Oberstdorf                              | Schattenbergschanze HS137               | VE 024                                  | Chiara Hölzl                                                  | Maren Lundby                                                  | Marita Kramer                                                 | Chiara Hölzl                                                  | [ 50 ]                                                        |
| 147                                     | 12                                      | 8. februar 2020                         | Hinzenbach                              | Aigner-Schanze HS90                     | SR 122                                  | Chiara Hölzl                                                  | Maren Lundby                                                  | Eva Pinkelnig                                                 | Chiara Hölzl                                                  | [ 51 ]                                                        |
| 148                                     | 13                                      | 9. februar 2020                         | Hinzenbach                              | Aigner-Schanze HS90                     | SR 122                                  | Chiara Hölzl                                                  | Eva Pinkelnig                                                 | Lara Malsiner                                                 | Chiara Hölzl                                                  | [ 52 ]                                                        |
| 149                                     | 14                                      | 23. februar 2020                        | Ljubno ob Savinji                       | Skakalni center Savina HS94             | SR 123                                  | Maren Lundby                                                  | Eva Pinkelnig                                                 | Nika Križnar                                                  | Chiara Hölzl                                                  | [ 53 ]                                                        |
| Q                                       | Q                                       | 7. marec 2020                           | Oslo                                    | Holmenkollbakken HS134                  | VE Kva                                  | Maren Lundby                                                  | Jacqueline Seifriedsberger                                    | Chiara Hölzl                                                  | kvalifikacijska serija                                        | [ 54 ]                                                        |
|                                         |                                         | 8. marec 2020                           | Oslo                                    | Holmenkollbakken HS134                  | VE 027                                  | Zaradi močnega vetra prestavljeno v Lillehammer 9. marca 2020 | Zaradi močnega vetra prestavljeno v Lillehammer 9. marca 2020 | Zaradi močnega vetra prestavljeno v Lillehammer 9. marca 2020 | Zaradi močnega vetra prestavljeno v Lillehammer 9. marca 2020 | Zaradi močnega vetra prestavljeno v Lillehammer 9. marca 2020 |
| 150                                     | 15                                      | 9. marec 2020                           | Lillehammer                             | Lysgårdsbakken HS140                    | Ve 027                                  | Sara Takanaši                                                 | Maren Lundby                                                  | Silje Opseth                                                  | Maren Lundby                                                  | [ 55 ]                                                        |
| Q                                       | Q                                       | 9. marec 2020                           | Lillehammer                             | Lysgårdsbakken HS140                    | VE Kva                                  | Prestavljeno v Lillehammer 10. marca 2020                     | Prestavljeno v Lillehammer 10. marca 2020                     | Prestavljeno v Lillehammer 10. marca 2020                     | Prestavljeno v Lillehammer 10. marca 2020                     | Prestavljeno v Lillehammer 10. marca 2020                     |
| Q                                       | Q                                       | 10. marec 2020                          | Lillehammer                             | Lysgårdsbakken HS140                    | VE Qro                                  | Maren Lundby                                                  | Jacqueline Seifriedsberger                                    | Silje Opseth                                                  | kvalifikacijska serija                                        | [ 56 ]                                                        |
| 151                                     | 16                                      | 10. marec 2020                          | Lillehammer                             | Lysgårdsbakken HS140                    | VE 028                                  | Maren Lundby                                                  | Silje Opseth                                                  | Chiara Hölzl                                                  | Maren Lundby                                                  | [ 57 ]                                                        |
| Q                                       | Q                                       | 11. marec 2020                          | Trondheim                               | Granåsen HS138                          | VE Kva                                  | Maren Lundby                                                  | Silje Opseth                                                  | Nika Križnar                                                  | kvalifikacijska serija                                        | [ 58 ]                                                        |
|                                         |                                         | 12. marec 2020                          | Trondheim                               | Granåsen HS138                          | VE 029                                  | Odpovedano zaradi Pandemije covida-19                         | Odpovedano zaradi Pandemije covida-19                         | Odpovedano zaradi Pandemije covida-19                         | Odpovedano zaradi Pandemije covida-19                         | Odpovedano zaradi Pandemije covida-19                         |
| 2. Raw Air skupno (7.–12. marec)        | 2. Raw Air skupno (7.–12. marec)        | 2. Raw Air skupno (7.–12. marec)        | 2. Raw Air skupno (7.–12. marec)        | 2. Raw Air skupno (7.–12. marec)        | 2. Raw Air skupno (7.–12. marec)        | Maren Lundby                                                  | Silje Opseth                                                  | Eva Pinkelnig                                                 |                                                               |                                                               |
|                                         |                                         | 14. marec 2020                          | Nižni Tagil                             | Tramplin Stork HS97                     | SR 124                                  | Odpovedano zaradi Pandemije covida-19                         | Odpovedano zaradi Pandemije covida-19                         | Odpovedano zaradi Pandemije covida-19                         | Odpovedano zaradi Pandemije covida-19                         | Odpovedano zaradi Pandemije covida-19                         |
|                                         |                                         | 15. marec 2020                          | Nižni Tagil                             | Tramplin Stork HS97                     | SR 125                                  | Odpovedano zaradi Pandemije covida-19                         | Odpovedano zaradi Pandemije covida-19                         | Odpovedano zaradi Pandemije covida-19                         | Odpovedano zaradi Pandemije covida-19                         | Odpovedano zaradi Pandemije covida-19                         |
|                                         |                                         | 21. marec 2020                          | Čajkovski                               | Snežinka HS102                          | SR 126                                  | Odpovedano zaradi Pandemije covida-19                         | Odpovedano zaradi Pandemije covida-19                         | Odpovedano zaradi Pandemije covida-19                         | Odpovedano zaradi Pandemije covida-19                         | Odpovedano zaradi Pandemije covida-19                         |
|                                         |                                         | 22. marec 2020                          | Čajkovski                               | Snežinka HS140                          | VE 030                                  | Odpovedano zaradi Pandemije covida-19                         | Odpovedano zaradi Pandemije covida-19                         | Odpovedano zaradi Pandemije covida-19                         | Odpovedano zaradi Pandemije covida-19                         | Odpovedano zaradi Pandemije covida-19                         |
| 2. Ruska turneja skupno (14.–22. marec) | 2. Ruska turneja skupno (14.–22. marec) | 2. Ruska turneja skupno (14.–22. marec) | 2. Ruska turneja skupno (14.–22. marec) | 2. Ruska turneja skupno (14.–22. marec) | 2. Ruska turneja skupno (14.–22. marec) | odpovedano                                                    | odpovedano                                                    | odpovedano                                                    | odpovedano                                                    | odpovedano                                                    |

#### Ekipne tekme
srednja skakalnica, Zao (22. januar 2019)
| Štev. | Sezona | Datum            | Prizorišče        | Skakalnica                  | Tekma  | Zmagovalke                                                                      | Druge                                                     | Tretje                                                                      | Rumena majica | Vir    |
| ----- | ------ | ---------------- | ----------------- | --------------------------- | ------ | ------------------------------------------------------------------------------- | --------------------------------------------------------- | --------------------------------------------------------------------------- | ------------- | ------ |
| 5     | 1      | 18. januar 2020  | Zao               | Jamagata HS102 (nočna)      | SR 005 | AvstrijaDaniela Iraschko-Stolz · Marita Kramer · Chiara Hölzl · Eva Pinkelnig · | JaponskaJuki Ito Nozomi Marujama Sara Takanaši Juka Seto  | NorveškaAnna Odine Strøm Ingebjørg Saglien Bråten Silje Opseth Maren Lundby | Avstrija      | [ 59 ] |
| 6     | 2      | 22. februar 2020 | Ljubno ob Savinji | Skakalni center Savina HS94 | SR 006 | AvstrijaDaniela Iraschko-Stolz · Marita Kramer · Eva Pinkelnig · Chiara Hölzl · | SlovenijaNika Križnar Špela Rogelj Katra Komar Ema Klinec | NorveškaAnna Odine Strøm Thea Minyan Bjørseth Silje Opseth Maren Lundby     | Avstrija      | [ 60 ] |

### Razvrstitve
| Uvr. | po 16 tekmah           | Točke |
| ---- | ---------------------- | ----- |
| 1    | Maren Lundby           | 1220  |
| 2    | Chiara Hölzl           | 1155  |
| 3    | Eva Pinkelnig          | 1029  |
| 4    | Sara Takanaši          | 785   |
| 5    | Katharina Althaus      | 617   |
| 6    | Daniela Iraschko-Stolz | 506   |
| 7    | Nika Križnar           | 497   |
| 8    | Ema Klinec             | 496   |
| 9    | Marita Kramer          | 475   |
| 10   | Silje Opseth           | 472   |

| Uvr. | po 18 tekmah | Točke |
| ---- | ------------ | ----- |
| 1    | Avstrija     | 4457  |
| 2    | Norveška     | 2537  |
| 3    | Japonska     | 2086  |
| 4    | Nemčija      | 1889  |
| 5    | Slovenija    | 1862  |
| 6    | Rusija       | 1091  |
| 7    | Italija      | 596   |
| 8    | Francija     | 183   |
| 9    | Poljska      | 143   |
| 10   | Češka        | 107   |

| Uvr. | po 18 nagradah         | CHF    |
| ---- | ---------------------- | ------ |
| 1    | Chiara Hölzl           | 46.890 |
| 2    | Maren Lundby           | 46.765 |
| 3    | Eva Pinkelnig          | 42.102 |
| 4    | Sara Takanaši          | 30.580 |
| 5    | Katharina Althaus      | 23.446 |
| 6    | Daniela Iraschko-Stolz | 21.924 |
| 7    | Marita Kramer          | 20.974 |
| 8    | Nika Križnar           | 19.560 |
| 9    | Ema Klinec             | 19.465 |
| 10   | Silje Opseth           | 18.284 |

| \| Uvr. \| po 5 tekmah \| Točke \| \| ---- \| ---------------------- \| ----- \| \| 1 \| Maren Lundby \| 944,5 \| \| 2 \| Silje Opseth \| 900,1 \| \| 3 \| Eva Pinkelnig \| 830,4 \| \| 4 \| Katharina Althaus \| 830,2 \| \| 5 \| Chiara Hölzl \| 827,8 \| \| 6 \| Sara Takanaši \| 816,2 \| \| 7 \| Ema Klinec \| 776,3 \| \| 8 \| Nika Križnar \| 755,7 \| \| 9 \| Daniela Iraschko-Stolz \| 689,8 \| \| 10 \| Juliane Seyfarth \| 687,1 \| |                        |       |
| Uvr. | po 5 tekmah            | Točke |
| 1 | Maren Lundby           | 944,5 |
| 2 | Silje Opseth           | 900,1 |
| 3 | Eva Pinkelnig          | 830,4 |
| 4 | Katharina Althaus      | 830,2 |
| 5 | Chiara Hölzl           | 827,8 |
| 6 | Sara Takanaši          | 816,2 |
| 7 | Ema Klinec             | 776,3 |
| 8 | Nika Križnar           | 755,7 |
| 9 | Daniela Iraschko-Stolz | 689,8 |
| 10 | Juliane Seyfarth       | 687,1 |

## Upokojitve
Naslednji skakalci in skakalke iz svetovnega pokala so se upokojili v ali po sezoni 2019/20:
| Moški - Fredrik Bjerkeengen - Federico Cecon - Thomas Hofer - Jaka Hvala - Kenširo Ito - Gabriel Karlen - Martti Nõmme - Jurij Tepeš - Elias Tollinger - Tomáš Vančura | Ženske - Elena Runggaldier |